# Шехтер, Татьяна Ефимовна
Татья́на Ефи́мовна Ше́хтер (1946—2010) — советский и российский историк искусства и культуролог, доктор философских наук, профессор.

## Биография
Родилась 29 марта 1946 года. Окончила Ленинградский институт живописи, скульптуры и архитектуры имени И. Е. Репина. Работала в Государственном музее городской скульптуры, преподавала на кафедре истории и теории культурно-просветительской работы Высшей профсоюзной школы, затем на кафедре истории отечественной и зарубежной культуры Государственного технического университета.
В 1982 году защитила кандидатскую диссертацию «Произведение искусства как художественная ценность», в 1998 году — докторскую диссертацию «Процессы маргинализации в современной художественной культуре Санкт-Петербурга».
В конце 1990-х годов была куратором ряда выставочных программ в СПбГУ. Заведовала кафедрой искусствоведения в Санкт-Петербургском Гуманитарном университете профсоюзов (1998—2010).
Умерла 28 марта 2010 года.

## Награды и звания
В 2008 году присвоено звание «Заслуженный деятель науки Российской Федерации».

## Публикации (выборочно)
- Современное искусство и отечественный художественный рынок. Серия: Новое в гуманитарных науках. — СПб.: СПБГУП, 2005. — 210 с. — ISBN 5-7621-0341-2.

Предметом настоящей монографии является определение основных тенденций современного художественного процесса, места и роли актуального искусства в культурном пространстве, а также раскрытие специфики отечественного художественного рынка в совокупности культурологических, искусствоведческих, эстетических аспектов в контексте гуманитарного знания.
Издание предназначено для искусствоведов, культурологов, социологов, студентов и аспирантов гуманитарных специальностей, а также специалистов-практиков в сфере художественной культуры (критики, театральные, музейные и галерейные работники).
- Шехтер Т. Е. Неофициальное искусство Петербурга (Ленинграда) как явление культуры второй половины XX века [Текст] : текст лекций / СПб. гос. техн. ун-т. — СПб.: СПбГТУ, 1995. — 137 с.
- Шехтер Т. Е. Неофициальное искусство Петербурга (Ленинграда): Исторические очерки // Петербургские чтения. Вып. 3. — СПб, 1995.

История культуры парадоксальна. Она убеждает нас в том, что часто необходимым её преобразованиям способствуют внешние неблагоприятные обстоятельства, что новое осознается, выкристаллизовывается и оттачивается в ситуации сопротивления, борьбы за выживание. Это новое никогда не представляло собой чего-либо безупречного, рождающего только шедевры. Но каждый раз в своё время оно осуществляло определённую культурную миссию, в которой нуждалась культура в целом. Неофициальное искусство отвечало органичной потребности отечественной культуры в обновлении и гармонизации, в преодолении деформировавшего её идеологического крена. С большим или меньшим успехом ответив на эту потребность, оно способствовало обретению нашим искусством необходимых для его развития качеств. И в этом подлинное значение андеграунда.
- Шехтер Т. Е. Валентин Герасименко, Елена Фигурина. Живопись. Графика. Серия: Современное изобразительное искусство Ленинграда. — М.: Мир, 1990. — 205 с. — ISBN 5-03-002149-3.

Настоящее издание, представляющее собой первую книгу из серии «Современное изобразительное искусство Ленинграда», — первый опыт пропаганды и критического анализа современного «неофициального» искусства Ленинграда.
Первый альбом серии посвящён творчеству художников Елены Фигуриной и Валентина Герасименко.
- Шехтер Т. Е. (1946—2010). Искусство как образ мира: избранные работы по теории и истории искусства. — СПб. : СПбГУП, 2012. — 390 с. ISBN 978-5-7621-0667-2.